# Kevin Wilson
Kevin Wilson (Banbury, 18 aprile 1961) è un allenatore di calcio ed ex calciatore nordirlandese, di ruolo attaccante.

## Palmarès

### Giocatore

#### Competizioni nazionali
- Second Division: 1

Chelsea: 1988-1989
- Full Members Cup: 1

Chelsea: 1989-1990

### Allenatore

#### Competizioni regionali
- Derbyshire Senior Cup: 2

Ilkeston: 2012-2013, 2013-2014